# Betsy Ross
Betsy Ross, registrada al nacer como Elizabeth Phoebe Griscom (Filadelfia, Pensilvania, 1 de enero de 1752-ibídem, 30 de enero de 1836), fue una mujer estadounidense a quien se atribuye popularmente el diseño de la bandera de Estados Unidos, en la que tanto las trece bandas blancas y rojas como las trece estrellas blancas representan las Trece Colonias.

## Primeros años
Betsy Griscom nació en Filadelfia, Pensilvania, aunque algunos creen que fue en Collingswood, Nueva Jersey. Fue la octava de los 17 hijos de Rebecca y Samuel Griscom, miembros de la Sociedad Religiosa de los Amigos (cuáqueros) de la que su padre era master builder. Betsy se educó en colegios de esta sociedad, en los que aprendió a leer, escribir y coser. Probablemente, esto último la llevó a dedicarse al oficio de la tapicería.

## Primer matrimonio
Mientras trabajaba en la tapicería, se enamoró de otro de los aprendices, John Ross, miembro de la milicia de Pensilvania, hijo de un rector de la Iglesia Cristiana de Pensilvania y miembro del clero Episcopal. Debido al rechazo de la comunidad cuáquera a los matrimonios interconfesionales, la pareja se fugó por el río Delaware a Nueva Jersey, donde William Franklin (el hijo de Benjamin Franklin) los casó. Posteriormente, la pareja fue repudiada por la comunidad cuáquera.
Aproximadamente dos años después, empezaron su propia empresa de tapicería. Sin embargo, la Guerra de la Independencia complicó su situación e hizo más difícil encontrar telas y que el negocio se volviera más lento. John se alistó en la milicia de Pensilvania y fue herido de muerte en una explosión en 1776, tras lo que Betsy se encargó de la tapicería.

## La confección de la primera bandera

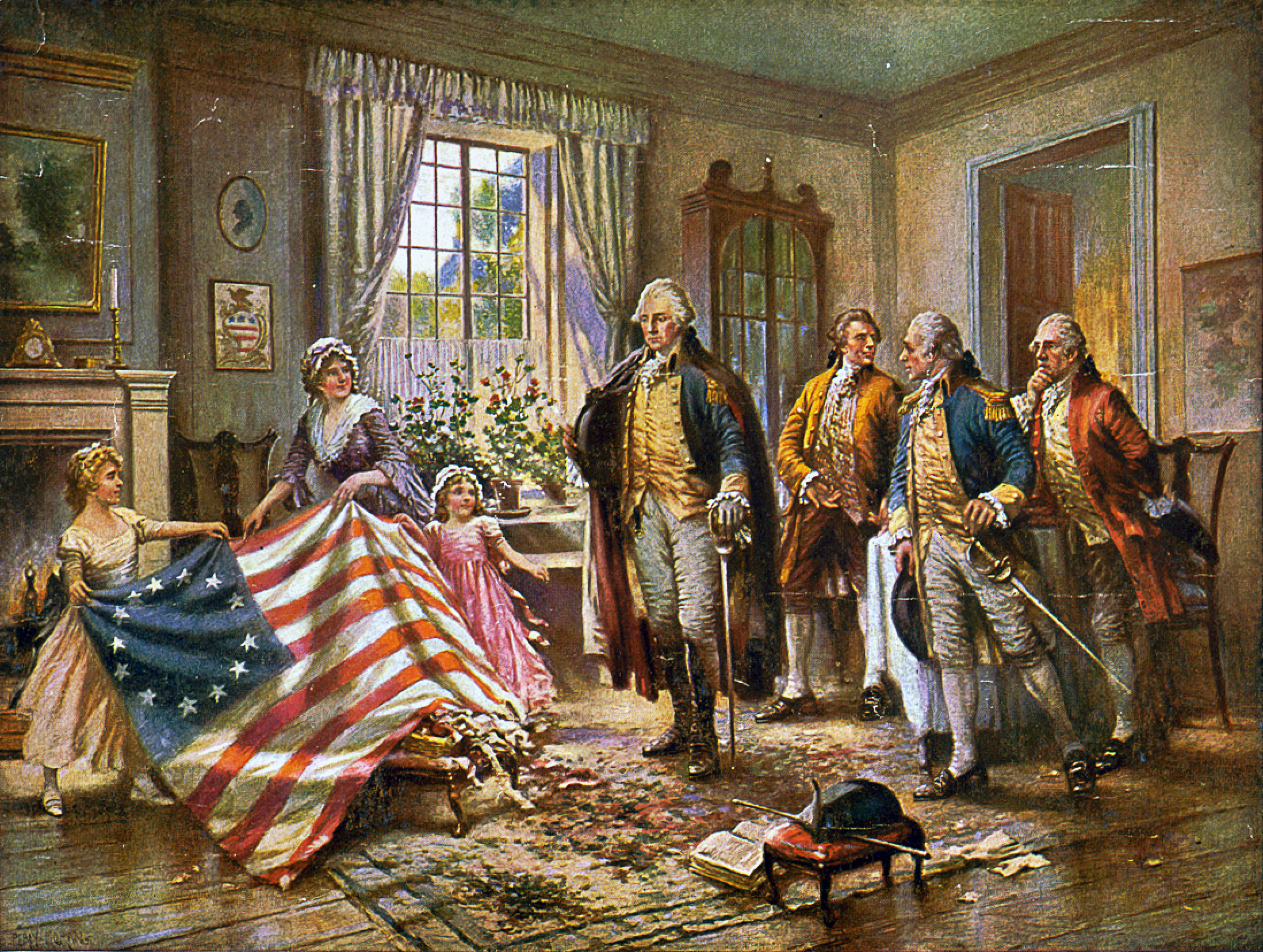
de Thomas Moran, representa la escena en que se presenta la bandera a George Washington.

De acuerdo con la leyenda, en junio de 1776 Betsy recibió la visita de George Washington, George Ross y Robert Morris, miembros del Congreso Continental. Había conocido a Washington en la Iglesia Cristiana (y había trabajado para él con anterioridad), y George Ross era el tío de John. Le dijeron que eran el "Comité de los tres" (probablemente autonombrados, debido a las circunstancias) y le mostraron un diseño que había dibujado Washington a lápiz. El diseño tenía estrellas de seis puntas, y Betsy sugirió cambiarlas por estrellas de cinco puntas, ya que así podía coserlas de un solo recorte. Betsy zurció la bandera en su salón, la misma bandera que ondeó cuando el 8 de junio de 1776 se leyó la Declaración de Independencia en el Independence Hall (la cual lleva su nombre).
No existe ninguna prueba de este encuentro, y la información se basa en testimonios orales de familiares de Betsy, sacados a la luz por su nieto William J. Canby en 1870 en una publicación de la Sociedad Histórica de Pensilvania. Algunos historiadores creen que fue Francis Hopkinson el auténtico creador de la primera bandera de los Estados Unidos (13 rayas rojas y blancas y 13 estrellas dispuestas en círculo sobre un fondo azul). Hopkinson fue miembro del Congreso Continental y su firma aparece en la Declaración de Independencia.

## Carrera posterior

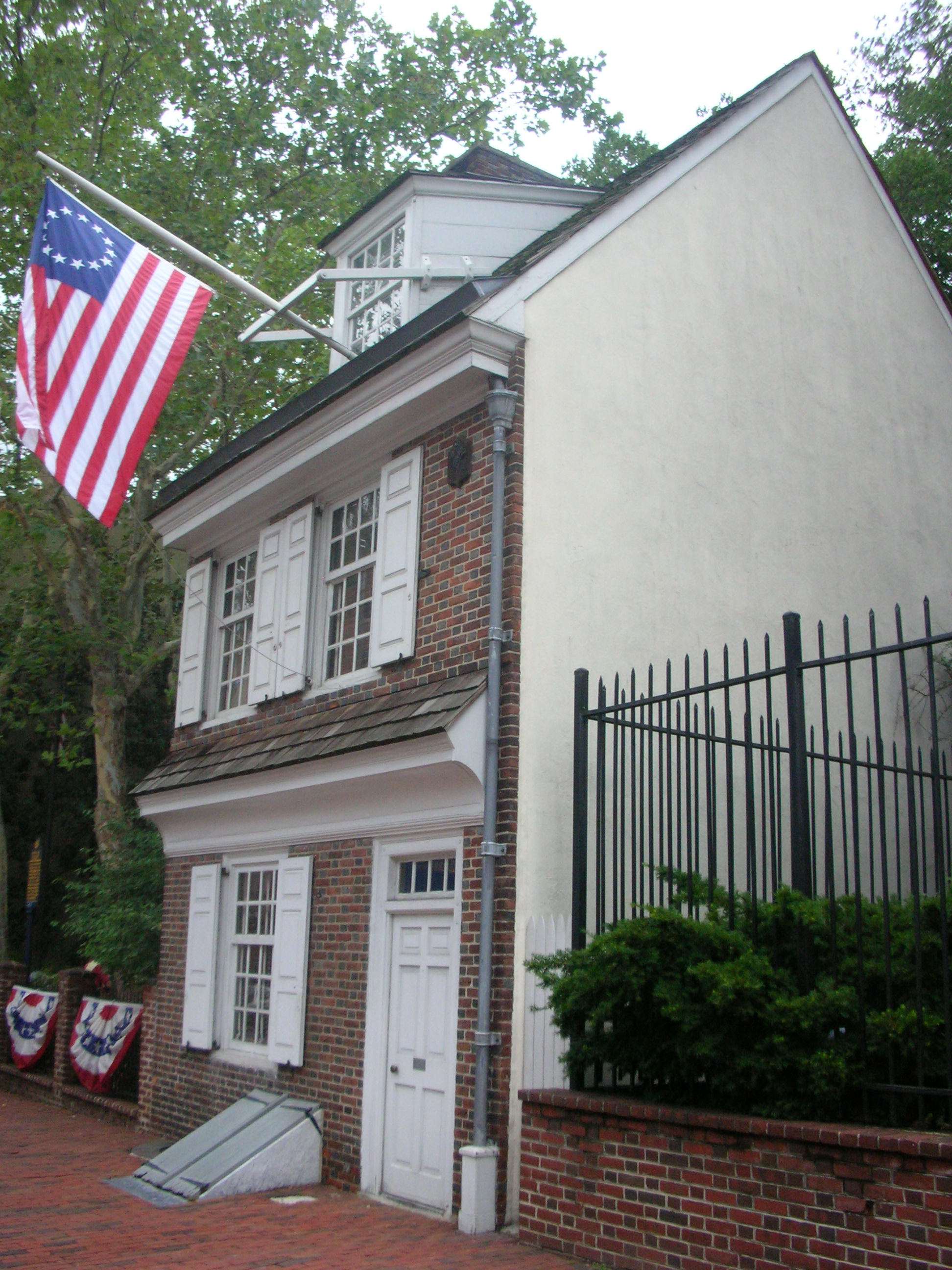
La casa donde supuestamente vivió Betsy Ross en Filadelfia, una de las atracciones de la ciudad.

A la muerte de John, Betsy se unió a los "cuáqueros luchadores", quienes, al contrario que los tradicionales, apoyaban la guerra. En junio de 1777, se casó en segundas nupcias en Filadelfia con el capitán de marina Joseph Ashburn, con quien tuvo dos hijas. El capitán Ashburn fue capturado por los británicos en una operación militar y fue enviado a la prisión de Old Mill, donde murió en marzo de 1782, varios meses después de la rendición del general Charles Cornwallis en Yorktown, tras la batalla de Yorktown.

En mayo de 1783 se casó con John Claypoole, con quien tuvo cinco hijas. John murió de enfermedad al cabo de veinte años y Betsy continuó ocupándose de la tapicería hasta 1827, cuando traspasó el negocio a una de sus hijas, Susannah Satterthwaite.

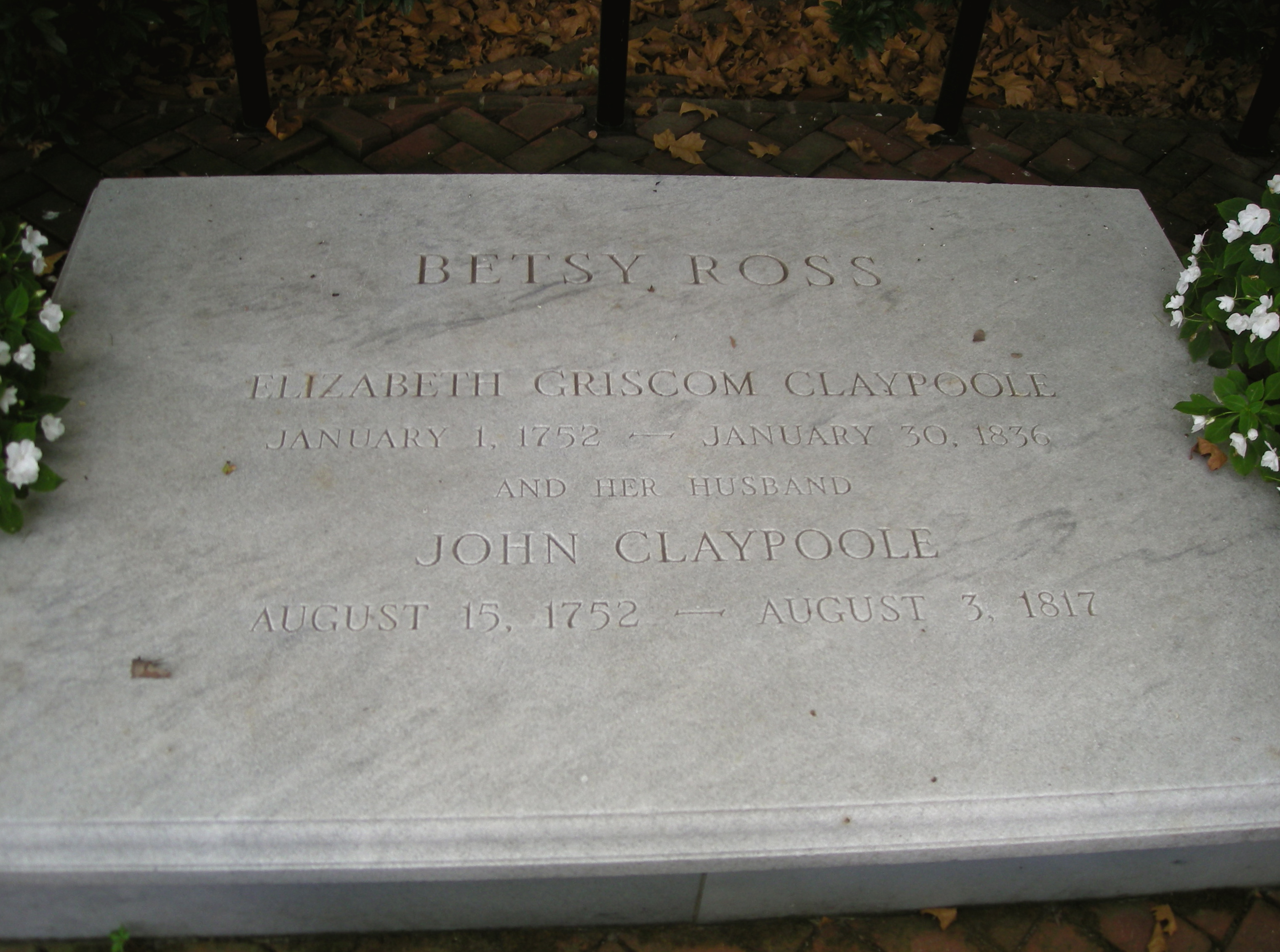
Tumba de Betsy Ross

Betsy Ross murió en Filadelfia a la edad de 84 años y fue enterrada en un cementerio cuáquero. Más tarde, sus restos se trasladaron al Cementerio del Monte Moriah, y hoy en día se hallan en el jardín de la Casa Museo de Betsy Ross. Es una de las atracciones turísticas más visitadas de Filadelfia, aunque algunos historiadores ponen en duda que realmente viviera allí.